# 한라아이엠에스
한라아이엠에스 (Hanla IMS Co. Ltd.)는 대한민국의 기업이다. 본사는 부산시 강서구 화전산단 1로 115 (화전동)에 위치해 있으며 대표이사는 김영구이다.

## 상장
2007년 5월 22일 공모가 8,600원에 코스닥 시장에 상장하였다.

## 참고문헌
1. ↑  김영구 한라IMS 대표 “균등한 교육 기회 제공되면 아이들 미래 달라질 수 있어”, 부산일보, 2023-09-06
2. ↑  K조선 호황 올라탄 한라IMS…풍력 등 사업 다각화 나선다, 한국경제, 2023.07.12
3. ↑  <코>한라IMS, 9.45% 오르며 체결강도 강세로 반전(174%), 서울경제, 2023-06-13